# Dean Jones
Dean Jones (* 25. Januar 1931 in Decatur, Alabama; † 1. September 2015 in Los Angeles, Kalifornien) war ein US-amerikanischer Schauspieler. Einem breiten Publikum wurde er vor allem durch seine Auftritte in Disney-Spielfilmen bekannt. Er verkörperte unter anderem die Rolle des Rennfahrers Jim Douglas in den Herbie-Filmen.

## Leben
In den 1960er und 1970er Jahren spielte er in vielen Disney-Filmen mit und war einer der Stars des Studios. Große Popularität erlangte er in der Rolle des Jim Douglas, dem Besitzer des VW Käfers Herbie, in dem Film Ein toller Käfer (1968) und Der tolle Käfer in der Rallye Monte Carlo (1976). In den 1990er Jahren trat er in einigen Neuverfilmungen seiner früheren Disney-Erfolge auf, darunter auch wieder als Jim Douglas.
Dean Jones diente während des Koreakrieges in der United States Navy. Danach besuchte er das Asbury College in Wilmore, Kentucky, verließ es jedoch ohne Abschluss. Als Schauspieler begann er beim Bird Cage Theater in dem Freizeitpark Knott’s Berry Farm in Kalifornien. Ab Mitte der 1950er Jahre erhielt er auch kleinere Filmrollen in Hollywood.
Seinen Durchbruch als Schauspieler hatte er jedoch 1960 am Broadway mit dem Stück Heirate mich, Liebling! (Under the Yum-Yum Tree) von Lawrence Roman – ein Erfolg, den er in der Verfilmung von David Swift 1963 an der Seite von Jack Lemmon wiederholte. Dies brachte ihm einen Vertrag mit Walt Disney ein, der Jones in den mehr zeitgenössischen Spielfilmkomödien seines Studios einsetzte. Für den Schauspieler war die Zeit in den Disney-Studios, für die er bis Ende der 1970er Jahre Filme drehte, der Höhepunkt seiner Karriere. Der Versuch, seine Erfolgsrolle als Jim Douglas auch in der Fernsehserie Herbie, the Love Bug (1982) fortzusetzen, scheiterte jedoch, und die Reihe wurde nach nur fünf Folgen eingestellt. Mitte der 1990er kehrte Jones allerdings für einige Remakes seiner alten Erfolge noch einmal zu den Disney-Studios zurück.
Für seine Verdienste um das Studio und dessen Filmschaffen ernannte ihn die Walt Disney Company 1995 zur „Disney-Legende (Disney Legend)“.
Jones spielte in 46 Filmen und fünf Broadway Shows. Daneben hat sich Dean Jones auch als Sänger in Musicals versucht.
Jones war 42 Jahre in zweiter Ehe mit seiner Frau Lory verheiratet, mit der er einen Sohn bekam. Aus seiner ersten Ehe gingen zwei Töchter hervor. Er starb am 1. September 2015 im Alter von 84 Jahren in Los Angeles an den Folgen der Parkinson-Krankheit.

## Filmografie (Auswahl)
- 1956: Die Hölle ist in mir (Somebody Up There Likes Me)
- 1956: Das Herz eines Millionärs (These Wilder Years)
- 1956: Anders als die anderen (Tea and Sympathy)
- 1956: Das schwache Geschlecht (The Opposite Sex)
- 1956: Anklage: Hochverrat (The Rack)
- 1956: The Great American Pastime
- 1956: Tödlicher Skandal (Slander)
- 1957: Zehntausend Schlafzimmer (Ten Thousand Bedrooms)
- 1957: Warum hab’ ich ja gesagt? (Designing Woman)
- 1957: Land ohne Männer (Until They Sail)
- 1957: Jailhouse Rock – Rhythmus hinter Gittern (Jailhouse Rock)
- 1958: Handle with Care
- 1958: Imitation General
- 1958: Torpedo los! (Torpedo Run)
- 1959: Erinnerung einer Nacht (Night of the Quarter Moon)
- 1959: Barfuß in die Ewigkeit (Never So Few)
- 1963: Ein Ehebett zur Probe (Under the Yum Yum Tree)
- 1964: Assistenzärzte (The New Interns)
- 1965: Das Testament des Magiers (Two on a Guillotine)
- 1965: Alles für die Katz (That Darn Cat!)
- 1966: Geliebter Haustyrann (The Ugly Dachshund)
- 1966: Jeden Mittwoch (Any Wednesday)
- 1967: Monkeys, Go Home – Schmeißt die Affen raus (Monkeys, Go Home!)
- 1968: Käpt’n Blackbeards Spuk-Kaschemme (Blackbeard’s Ghost)
- 1968: Der Hengst im grauen Flanellanzug (The Horse in the Gray Flannel Suit)
- 1968: Ein toller Käfer (The Love Bug)
- 1970: Mr. Superinvisible
- 1971: Die Millionen-Dollar-Ente (The Million Dollar Duck)
- 1972: Erbschaft in Weiß (Snowball Express)
- 1974: Sugarland Express (The Sugarland Express)
- 1976: Zotti, das Urviech (Shaggy D.A.)
- 1977: Der tolle Käfer in der Rallye Monte Carlo (Herbie Goes to Monte Carlo)
- 1978: Once Upon A Brothers Grimm (Fernsehfilm)
- 1978: Wer den ersten Stein wirft … (When Every Day Was the Fourth of July) (Fernsehfilm)
- 1978: Die Colson Affäre (Born Again)
- 1980: In den langen Sommertagen (The Long Days of Summer) (Fernsehfilm)
- 1982: Herbie, the Love Bug (Fernsehserie)
- 1984–1988: Mord ist ihr Hobby (Murder She Wrote) (Fernsehserie, 2 Folgen)
- 1986: St. John in Exile
- 1989: Blutiger Regen (Fire and Rain) (Fernsehfilm)
- 1991: Das Geld anderer Leute (Other People’s Money)
- 1992: California Highschool – Heiße Ferien und Intrigen (Fernsehfilm)
- 1992: Ein Hund namens Beethoven (Beethoven)
- 1994: Das Kartell (Clear and Present Danger)
- 1994: Die Apostelgeschichte (The Visual Bible: Acts)
- 1995: Nowhere Man – Ohne Identität!  (Nowhere Man, Folge 10)
- 1995: Dexter Riley – Total verkabelt und nichts begriffen (The Computer Wore Tennis Shoes) (Fernsehfilm)
- 1997: Ein toller Käfer kehrt zurück (The Love Bug) (Fernsehfilm)
- 1997: Dieser verflixte Kater (That Darn Cat)
- 1998: Batman & Mr. Freeze – Eiszeit (Stimme)
- 2001: Scrooge and Marley (Fernsehfilm)
- 2007: Lavinia’s Heist (Kurzfilm)
- 2009: Mandie und der Geheime Tunnel (Mandie and the Secret Tunnel)
- 2009: God Provides (Fernsehfilm)

## Broadway-Auftritte
- 1960: There Was a Little Girl
- 1960: Under the Yum-Yum Tree (dt. Heirate mich, Liebling!)
- 1970: Company
- 1986: Into the Light
- 1993: Company (revival)